# Dobiesław Oleśnicki
Dobiesław Oleśnicki (Dobiesław z Oleśnicy i Sienna, Dobko z Oleśnicy) herbu Dębno (zm. 1440) – kasztelan wojnicki (1411-1433), lubelski (1433), sandomierski (1435), starosta krakowski (1438), podczaszy krakowski (1438-1439), wojewoda sandomierski (1438-1440) uczestnik bitwy pod Grunwaldem i dowódca oblężenia Malborka, budowniczy nowego zamku w Rymanowie, fundator kościołów. Protoplasta rodu Sienieńskich.

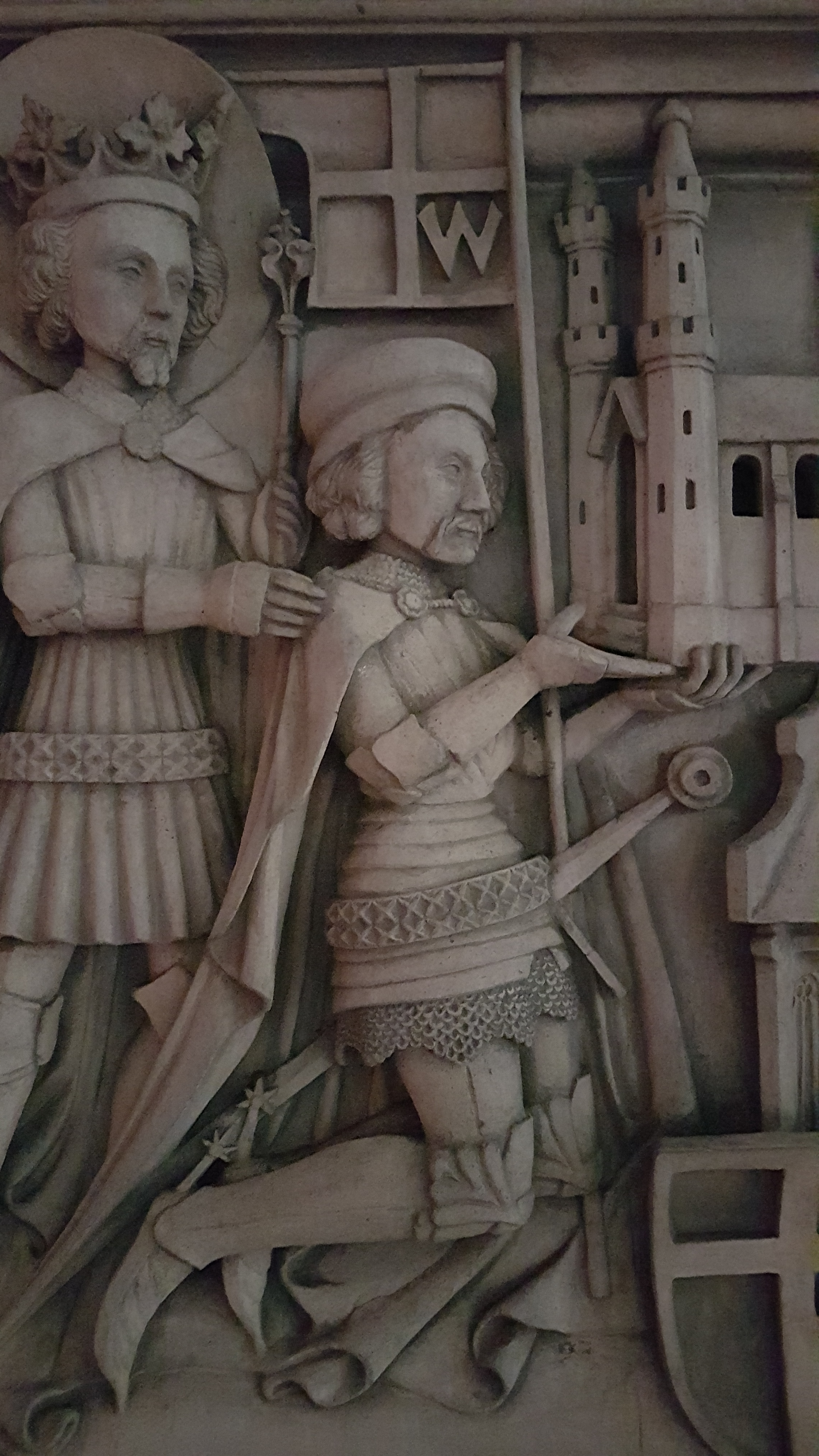
Dobiesław Oleśnicki. Fragment tablicy erekcyjnej z 1442 roku w kościele św. Zygmunta w Siennie.

## Życiorys
Był bratem Jaśka Oleśnickiego i rycerzem króla Jagiełły. W roku 1404 Dobiesław towarzyszył Jagielle w zjeździe z wielkim mistrzem krzyżackim Konradem von Jungingenem. W turnieju zorganizowanym przez wielkiego mistrza na cześć króla konkurowali ze sobą rycerze z orszaku Jagiełły z Krzyżakami i przedniejszymi rycerzami zachodnich państw. Dobiesław na wezwanie króla dosiadł konia ostatni. Zadziwił wszystkich nie tylko rynsztunkiem i dworskimi obyczajami, ale też siłą, wytrzymałością i kunsztem rycerskim, które nie miały sobie równych. Dobiesław kolejno zrzucił z siodeł wszystkich wcześniejszych zwycięzców pojedynków. Konrad von Jungingen stawiał przeciwko niemu kolejnych rycerzy, którzy w potyczce z Dobiesławem kolejno spadali z koni. Walki w pełnym rynsztunku i przy blasku pochodni przeciągnięto do trzeciej w nocy, mimo to nie znalazł się nikt spośród elity europejskiego rycerstwa, kto powaliłby Dobiesława.
Wśród 50 polskich chorągwi w bitwie pod Grunwaldem, Długosz jako 38. wymienia chorągiew oleśnicką z białym krzyżem na czerwonym polu. Wystawił ją, jak na średniowiecznego, możnego rycerza przystało, własnym sumptem  i dowodził nią w bitwie Dobiesław z Oleśnicy. W bitwie towarzyszył mu syn Piotr, łowczy sandomierski.
Dobiesław z Oleśnicy był drugim obok Jana Kobylańskiego herbu Grzymała, rycerzem, który wtargnął do oblężonego Malborka i jak pisze Jan Długosz, "pewno zdobyliby miasto, gdyby pomogło wojsko".
Był sygnatariuszem aktu unii horodelskiej zawartej w 1413. W 1413 roku poślubił Katarzynę, córką podskarbiego koronnego Dymitra z Goraja. Był obecny przy wystawieniu przez Władysława II Jagiełłę przywileju czerwińskiego w 1422 roku. Był sygnatariuszem pokoju mełneńskiego 1422 roku. Był obecny przy wystawieniu przez Władysława II Jagiełłę przywileju jedlneńskiego w 1430.
3 lipca 1431, w czasie wyprawy łuckiej wysłał listy wypowiednie wielkiemu księciu litewskiemu Świdrygielle z obozu wojskowego w Bystrzycy na ziemi lubelskiej. 31 grudnia 1435 podpisał akt pokoju w Brześciu Kujawskim. 
Dobiesław Oleśnicki zmarł w 1440 roku. Został pochowany najprawdopodobniej w gotyckiej krypcie w prezbiterium kościoła w Siennie. W klasztorze na Świętym Krzyżu umieszczono jego epitafium. 
Główną rezydencją Dobiesława Oleśnickiego było Sienno w ówczesnym województwie sandomierskim, gdzie znajdował się zamek Oleśnickich. W 1431 roku w Siennie Dobiesław  ufundował murowany kościół pw. św. Zygmunta, który ukończono w 1442 roku. Na tablicy erekcyjnej tego kościoła znajduje się jedyny znany portret Dobiesława oraz jego żony Katarzyny. Dzięki małżeństwu z Katarzyną z Goraja, został właścicielem Rymanowa. Wraz z rodziną często przebywał w tym mieście. W 1441 roku po śmierci Dobiesława właścicielką zamku w Rymanowie stała się wdowa. Kolejnymi właścicielami miasta byli syn Oleśnickiego Andrzej Sienieński (zm. 1494) i wnuk Wiktoryn.
Dobiesław Oleśnicki wraz z bratem Jaśkiem i bratankami Zbigniewem (późniejszym kardynałem) i Janem Głowaczem, uczynili z Oleśnickich jeden z najpotężniejszych późnośredniowiecznych rodów polskich.

### Rodzina
- Katarzyna Gorajska lub Sienieńska - żona,
- Dymitr z Sienna - syn,
- Mikołaj z Sienna - syn.
- Jan z Sienna - syn,
- Jakub z Sienna - syn, biskup włocławski, arcybiskup gnieźnieński.
- Paweł z Sienna - syn,
- Andrzej Sienieński (zm. 1494) - syn,
- Dorota Oleśnicka z Sienna - córka, wychowawczyni córek króla Kazimierza Jagiellończyka
- Zygmunt - syn (zmarł młodo),
- Wiktor - syn (zmarł młodo),
- Zbigniew - syn (zmarł młodo),
- Marcin - syn (zmarł młodo),
- Maciej - syn (zmarł młodo), (PSB)
- Jan Oleśnicki (zm. 1413) – brat, starosta wileński, sędzia krakowski,
- Dobiesław Kurozwęcki - dziadek,
- Jan Koniecpolski - zięć,
- Jan Sienieński - wnuk,
- Wiktoryn Sienieński (ok. 1463- 31 marca 1530) - wnuk, kasztelan małogoski
- Jan Sienieński - wnuk.

Piotr – łowczy sandomierski, Zygmunt z Sienna, Wiktor z Sienna,  Zbigniew z Sienna, Marcin z Sienna, Maciej z Sienna